# North Yuba AVA
North Yuba AVA (anerkannt seit dem 23. Juli 1985) ist ein Weinbaugebiet im US-Bundesstaat Kalifornien. Das Gebiet liegt in dem Verwaltungsgebiet Yuba County, nordwestlich von Nevada City. Das Weinbaugebiet liegt zu Füßen der Sierra Nevada Mountains. Der Boden ist überwiegend vulkanischen Ursprungs und die Felsenformationen sind meist aus plutonischen Intrusivkörpern. Renaissance Vineyard and Winery ist mit 18 Hektar bestockter Weinberge der größte Weinbaubetrieb der Region. Auf terrassiertem Gelände stehen überwiegend die mediterranen Rebsorten Cabernet Sauvignon, Syrah, Grenache, Viognier und Roussanne.

## Klima
Da das Gebiet ca. 150 Kilometer von der Küste des Pazifiks entfernt liegt, ist es im Hochsommer oft sehr heiß. Die geringe Luftfeuchtigkeit und der Wind, der in der Nacht kühle Luft von der San Francisco Bay heranführt, machen den Aufenthalt jedoch erträglich und einen Weinbau in dieser Höhenlage möglich. Es herrscht ein mediterranes Klima vor mit mildem, meist feuchtem Winter und warmen trockenem Sommer.